# Торджано
Торджано (італ. Torgiano) — муніципалітет в Італії, у регіоні Умбрія,  провінція Перуджа.
Торджано розташоване на відстані близько 130 км на північ від Рима, 11 км на південь від Перуджі.
Населення — 6720 осіб (2014).
Щорічний фестиваль відбувається 25 серпня. Покровитель — святий Варфоломій.

## Демографія
Населення за роками:

Станом на 1 січня 2023 року в муніципалітеті офіційно проживало 445 іноземців з 43 країн, серед них 143 громадяни країн Євросоюзу та 20 громадян України.

## Музеї
- Музей вина Торджано родини Лунгаротті.

## Сусідні муніципалітети
- Бастія-Умбра
- Беттона
- Дерута
- Перуджа